# آلباتروس دی۹
آلباتروس دی۹ (به انگلیسی: Albatros_D.IX) یک هواگرد از نوع جنگنده ساخت شرکت آلباتروس فلوکتسایک‌ورک در آلمان است. در مجموع، تعداد ۱ فروند از این هواگرد ساخته شده‌است.